# マリン暫定委員会
マリン暫定委員会（マリンざんていいいんかい、1999年3月16日 - 1999年9月12日）は、マヌエル・マリンを委員長（代行)とする欧州委員会。
マリン暫定委員会は1999年3月、エディット・クレッソンの不正行為の責任を取り総辞職したサンテール委員会の後を受けて任命された。本来サンテール委員会は同年10月に任期を終えるはずで、その時点で欧州理事会は後任を選出していなかった。そこで副委員長を務めていたマリンを委員長代行に立てたのである。

## 委員
マリン暫定委員会の委員およびそれぞれの担当分野は、マリンとジャック・サンテールの委員長職を除いては、サンテール委員会と変わっていない。